# Мадурайский султанат
Мадурайский султанат или Маабарский султанат (перс. مابار سلطنت‎) — мусульманское государство на территории Индии, существовавшее в южной части страны в 1334—1378 годах. Мадурайский султанат выделился из состава Делийского султаната в период правления династии Туглакидов и просуществовал менее 50-ти лет, будучи в 1378 году поглощён Виджаянагарской империей.

## Предыстория
Первые походы мусульманских войск Делийского султаната для завоевания Тамилнада (юг полуострова Индостан) были совершены в 1309 и 1311 годах под предводительством полководца евнуха Малика Кафура (ум. 1316). Во время второго похода Малик Кафур захватил Мадурай, подвергнув этот индусский город страшному разгрому, разрушая прежде всего индуистские храмы и святилища (в частности, был разрушен знаменитый Храм Минакши).
После этого мусульманами было направлено ещё два похода в Тамилнад: один в 1314 году во главе с Хусрав-ханом, другой в 1323 году под предводительством Улуг-хана (будущего султана Дели Мухаммад-шаха II). Эти походы существенно потеснили империю Пандьев. Улуг-хан присоединил часть территорий Пандьев к Делийскому султанату, создав из них провинцию Маабар.

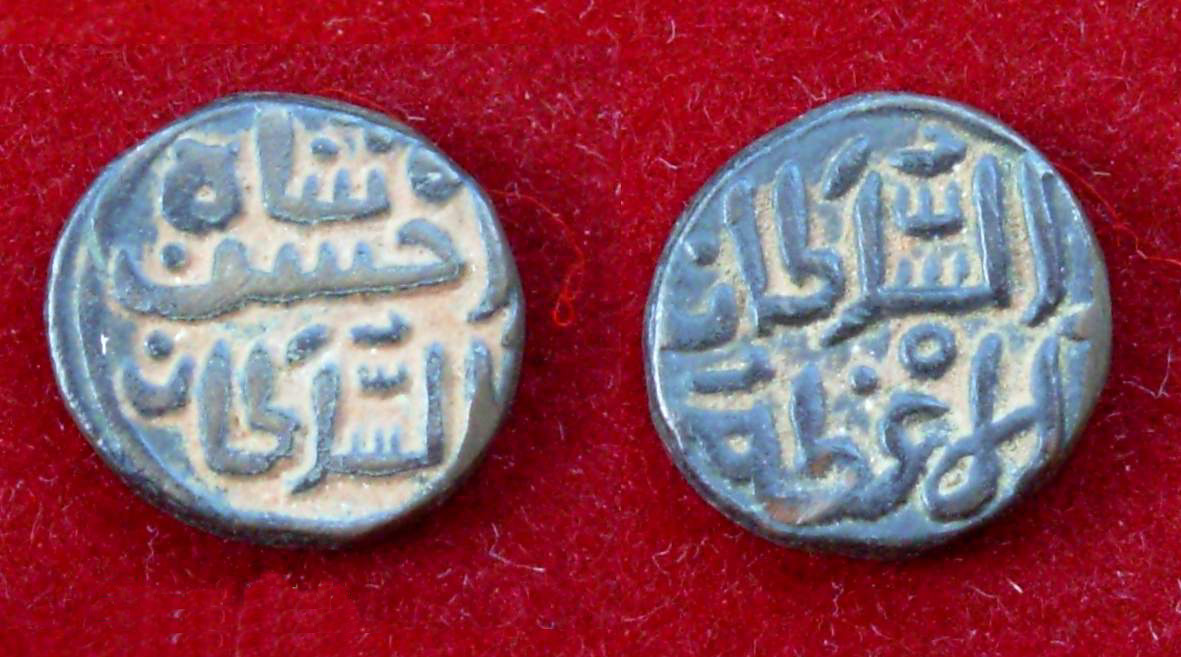
Монета Джалал ад-дина Ахсан-шаха (1334—1339).

## История султаната

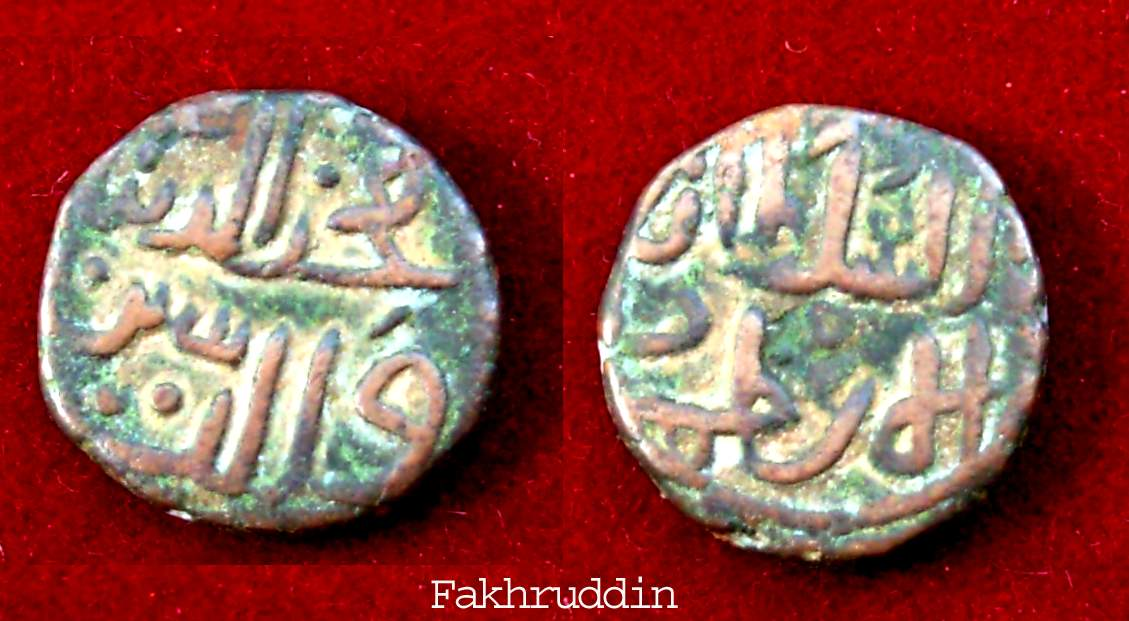
Монета Фахр ад-дина Мубарак-шаха (1358/60-1368/72).

Основателем Мадурайского султаната стал туглакидский наместник («котвал») Маабара Сайид Ахсан-хан (ум. 1339/1340), который в 1334 году заявил о своей независимости от Делийского султаната, принял тронное имя Джалал ад-дин Ахсан-шах и тем самым создал новый султанат на территории Тамилнада с центром в Мадурае. Делийский султан Мухаммад-шах II незамедлительно отправил войска для восстановления своей власти над Маабаром, однако Ахсан-шаху удалось одержать над ними победу. Разгневанный Мухаммад-шах приказал казнить сына Ахсан-шаха Ибрахима, служившего у него казначеем. Сам Ахсан-шах был убит через пять лет одним из своих приближённых.
В самом султанате власть мусульманских правителей над местным враждебно настроенным индусским населением была очень непрочной, что усугублялось политикой религиозной нетерпимости, проводимой султанами. Поскольку новый мусульманский султанат оказался со всех сторон окружён враждебными индусскими государствами, вся его недолгая история прошла в войнах с соседями. На начальном этапе эти войны были довольно успешными для мадурайских султанов: в 1343 году они уничтожили индусское государство Хойсала, а к 1345 году добили пришедшую в упадок империю Пандья.
Эти победы были одержаны мусульманами в период правления султана Мухаммада Дамгхан-шаха (1340/1—1344/5). Вначале войска султана были разбиты правителем Хойсалы Вира Баллаладевой III, но затем Мухаммад Дамгхан-шах осадил крепость Каннанур-Коппам и захватил Вира Баллаладеву III в 1343 году вместе с его сокровищами. Вира Баллаладев был казнён, а его труп был вывешен на крепостной стене Мадурая.
На смену разгромленным индусским царствам Хойсала и Пандья пришло другое грозное индусское государство — Виджаянагарская империя. В середине XIV века султанат оказался территориально полностью изолированным от других мусульманских государств Виджаянагарской империей, а в 1352 году мусульманские войска были разбиты виджаянагарцами. В 1378 году Мадурай был полностью завоеван Виджаянагаром, а последний султан Ала ад-дин Сикандар-шах пал на поле боя.